# Benetice
Benetice é uma comuna checa localizada na região de Vysočina, distrito de Třebíč.

## Zona administrativa
A aldeia de Věstoňovice é uma zona administrativa de Benetice.
1. ↑  «Dados do instituto de estatísticas da República Checa» (em checo)